# 阿里出
阿里出，为蒙古帝国军事人物。
成吉思汗派速不台攻打蔑儿乞部，选裨将阿里出领百人先行，侦察敌军虚实。速不台在后继进。速不台告诫阿里出曰：“你必须载着婴儿用具行军驻宿，离开时留下，就像带着家眷逃跑一样。”1251年夏，蒙哥即位后，阿里出及叶孙脱、按只、畅吉、爪难、合答曲怜、刚疙疸、阿散、忽都鲁等人，务持两端，诱诸王为乱，一同伏诛。那珂通世《成吉思汗实录》卷八认为蒙古帝国第七十一位开国功臣阿勒赤就是阿里出。